# جویس وینسنت ویلسن
جویس وینسنت ویلسن (انگلیسی: Joyce Vincent Wilson؛ زادهٔ ۱۴ دسامبر ۱۹۴۶) خواننده و موسیقی‌دان اهل ایالات متحده آمریکا است. دلیل شهرت او خوانندگی و حضورش در گروه تونی اورلندو و دان است.